# عملیات شاه فرات
عملیات شاه فرات (به ترکی: Şah Fırat Operasyonu) عملیاتی بود که توسط ارتش ترکیه برای جابجایی مقبره سلیمان شاه در سوریه، در تاریخ ۲۲ فوریه ۲۰۱۵ انجام شد. این مقبره بیش از ۴ ماه توسط داعش محاصره شده بود.
در شب ۲۱-۲۲ فوریه ۲۰۱۵، یک کاروان نظامی ۵۷۲ نفره همراه با ۵۰ تانک ام۶۰ پاتون متعلق به تیپ ۲۰ زرهی با همراهی هواپیماهای F-16 ترکیه که در مرز مشغول گشت‌زنی بودند وارد سوریه شدند تا ۳۸ پرسنل نظامی مقبره را تخلیه  کنند سپس آنها اقدام به جابجایی جسد سلیمان شاه و دو سرباز دفن شده همراه او و آثار معنوی مقبره به روستای اشمه کردند. پس از استخراج جسد سلیمان شاه، مقبره به همراه پاسگاه آن توسط نیروهای ترکیه منفجر شد تا به دست داعش نیفتند. پس از نابودی مقبره، سربازان ترکیه از طریق شانلی اورفه به ترکیه بازگشتند در جریان این عملیات یک سرباز بر اثر تصادف وسیله نقلیه جان باخت.